# Campeonato Europeo de Tiro en 10 m de 2021
El LI Campeonato Europeo de Tiro en 10 m se iba a celebrar en Lohja (Finlandia) entre el 26 de febrero y el 8 de marzo de 2021 bajo la organización de la Confederación Europea de Tiro (ESC) y la Federación Finlandesa de Tiro Deportivo. Pero debido a la pandemia de COVID-19 el evento fue cancelado.